# In the Balance (film 1917)
In the Balance è un film muto del 1917 diretto da Paul Scardon.
La sceneggiatura si basa sul romanzo The Hillman di Edward Phillips Oppenheim pubblicato a Londra nel 1917. La Vitagraph ne rifece un remake nel 1924 in una versione dal titolo Behold This Woman con Irene Rich.

## Produzione
Il film fu prodotto dalla Vitagraph Company of America (come Blue Ribbon Feature).

## Distribuzione
Distribuito dalla Greater Vitagraph (V-L-S-E), il film uscì nelle sale cinematografiche statunitensi il 17 dicembre 1917.